# Paul Clark
Paul Clark (New Orleans, 2 juni 19..) is een Amerikaans professioneel pokerspeler. Hij won onder meer het $5.000 Seven Card Stud-toernooi van de World Series of Poker 1992, het $1.500 Razz-toernooi van de World Series of Poker 1999 en het $1.500 Seven Card Stud Hi/Lo-toernooi van de World Series of Poker 2002.
Clark verdiende tot en met mei 2011 meer dan $2.650.000,- in pokertoernooien (cashgames niet meegerekend). Zijn uiterlijk leverde hem de bijnaam Eskimo Clark op.

## Wapenfeiten
Clark maakte zijn entree in de wereld van het professionele poker op de World Series of Poker 1988, waarop hij achtste werd in het $1.000 Omaha Limit-toernooi. Dat was zijn eerste in een reeks die op de World Series of Poker (WSOP) van 2006 op zijn twintigste WSOP-prijs belandde. Elf bedragen daarvan won Clark aan een finaletafel, waarvan drie keer als winnaar van een toernooi in drie verschillende pokerdisciplines. Op de World Series of Poker 2007 speelde hij zich voor de twaalfde keer naar een WSOP-finaletafel.
Het 10.000 Main Event - No Limit Hold'em van The Fifth Annual Jack Binion World Poker Open in Tunica was in januari 2004 het eerste toernooi van de World Poker Tour (WPT) waarop Clark in de prijzen viel. Zijn tiende plaats was goed voor $41.161,-. Twee maanden later had hij bijna zijn eerste WPT-titel te pakken. Enkel door toedoen van Mike Kinney werd hij tweede in het  $5.000 WPT No Limit Hold'em Championship van de World Poker Challenge 2002 in Reno. Clark vertrok wel met een geldprijs van $310.403,-, bijna net zoveel als die voor zijn WSOP-overwinningen in 1992, 1999 en 2002 samen.

## Titels
Clark won ook meer dan 25 toernooien die niet tot de WSOP of WPT behoren, zoals:
- het $200 1/2 7 Card Stud, 1/2 Hold'em-toernooi van het Oktober Pokerfest 1990 in Los Angeles ($12.160,-)
- het $1.000 7 Card Stud Hi/Lo-toernooi van het 7th Annual Diamond Jim Brady 1991 in Los Angeles ($34.400,-)
- het $300 7 Card Stud-toernooi van de World Poker Finals 1993 in Mashantucket ($16.238,-)
- het 500 Limit Hold'em-toernooi van de Queens Poker Classic Summer Edition 1994 in Las Vegas ($38.800,-)
- het $500 Omaha Hi/Lo-toernooi van de Queens Poker Classic Summer Edition 1994 in Las Vegas ($28.200,-)
- het $300 Omaha Hi/Lo Split-toernooi van de L.A. Poker Classic 1996 in Los Angeles ($19.880,-)
- het $535 No Limit Hold'em-toernooi van de Four Queens Poker Classic 1996 in Las Vegas ($29.000,-)
- het $500 Pot Limit Hold'em-toernooi van Carnivale of Poker 1998 in Las Vegas ($46.720,-)
- het $50 Limit Hold'em-toernooi van de Normandie Masters of Poker VI 1998 in Gardena ($19.075,-)
- het $100 Limit Hold'em-toernooi van Hot August Nites 2000 in Compton ($11.700,-)
- het $300 Pot Limit Omaha-toernooi van de Grand Slam of Poker 2002 in Gardena ($11.700,-)
- het $1.500 No Limit Hold'em-toernooi van de Bellagio Five-Star World Poker Classic 2003 in Las Vegas ($160.095,-)

## WSOP-titels
| Jaar                       | Toernooi                     | Prijs      |
| -------------------------- | ---------------------------- | ---------- |
| World Series of Poker 1992 | $5.000 Seven Card Stud       | $122.000,- |
| World Series of Poker 1999 | $1.500 Razz                  | $84.610,-  |
| World Series of Poker 2002 | $1.500 Seven Card Stud Hi/Lo | $125.200,- |